# فرانک نورمن ویلسون
فرانک نورمن ویلسون (انگلیسی: Frank Norman Wilson؛ ۱۹ نوامبر ۱۸۹۰ – ۱۱ سپتامبر ۱۹۵۲) یک متخصص قلب اهل ایالات متحده آمریکا بود.
علت شهرت او مشارکت‌های مهمش در زمینهٔ درک الکتروکاردیوگرافی است.
وی همچنین نخستین کسی است که شرح اولیه‌ای از سندرم ولف پارکینسون وایت در سال ۱۹۱۵ میلادی ارایه کرد.